# Vlag van Blauwhuis

Vlag van Blauwhuis

De vlag van Blauwhuis is de dorpsvlag van het Nederlandse dorp Blauwhuis, in de Friese gemeente Súdwest-Fryslân. De vlag werd in 1989 geregistreerd.

## Beschrijving
De beschrijving van de vlag is als volgt:
Twee even hoge banen van blauw en wit, met in de blauwe baan aan de broekzijde een gele vissersboot met vol tuig; en in de witte baan aan de broekzijde een rood pompeblêd; het schip en het pompeblêd elk met een vlaghoogte van zeven-zestiende van de hele vlag.
De kleuren zijn afkomstig van het dorpswapen.

## Symboliek

Kleurstelling: gebaseerd op de hoofdkleuren van het wapen van Westergo.
- Schip: verwijst naar de visserij op de meren bij het dorp.[2]
- Pompeblêd: staat voor de Friese eigenheid van het dorp.[2]